# Creag Meagaidh
Creag Meagaidh är ett berg i Storbritannien.   Det ligger i kommunen Highland och riksdelen Skottland, i den norra delen av landet, 700 km nordväst om huvudstaden London. Toppen på Creag Meagaidh är 1 128 meter över havet.
Terrängen runt Creag Meagaidh är huvudsakligen kuperad. Trakten runt Creag Meagaidh är nära nog obefolkad, med mindre än två invånare per kvadratkilometer. Närmaste större samhälle är Invergarry, 17,7 km nordväst om Creag Meagaidh. Omgivningarna runt Creag Meagaidh är i huvudsak ett öppet busklandskap.